# Walckenaerianus
Walckenaerianus is een geslacht van spinnen uit de familie hangmatspinnen (Linyphiidae).

## Soorten
De volgende soorten zijn bij het geslacht ingedeeld:
- Walckenaerianus aimakensis Wunderlich, 1995
- Walckenaerianus esyunini Tanasevitch, 2004